# Dynamine intermedia
Dynamine intermedia är en fjärilsart som beskrevs av Talbot 1932. Dynamine intermedia ingår i släktet Dynamine och familjen praktfjärilar. Inga underarter finns listade i Catalogue of Life.